# Morgengave
De morgengave of morgengift is een geschenk, gegeven door een man aan zijn vrouw de morgen na de huwelijksnacht, in de context van het morganatisch huwelijk. Het is eigenlijk een onderdeel van de huwelijkse voorwaarden en is vergelijkbaar met vruchtgebruik.
De vrouw is eigenaar van het geschenk, maar ze heeft pas beschikking over de zaken die tot haar morgengave behoren nadat haar man overlijdt en er uit het huwelijk geen kinderen in leven zijn. Ze verliest haar morgengave als ze scheidt.
Degenen die niet van de ridderlijke stand zijn, mogen als morgengave niet meer geven dan het beste paard of vee dat ze bezitten. Het geschenk was vooral bedoeld om een vrouw, en in het bijzonder de op een later tijdstip geworden weduwe te voorzien van extra (luxe) ondersteuning. Tevens bevestigt de morgengave de functie van de vrouw als huisvrouw.